# Michał Arabski
Michał Stanisław Arabski (ur. 8 maja 1978 w Kielcach) – polski biolog, specjalizujący się w biochemii i biofizyce, profesor nauk biologicznych, wykładowca Uniwersytetu Jana Kochanowskiego w Kielcach i prorektor tej uczelni w kadencji 2018–2020 oraz 2024–2028.

## Życiorys
Ukończył studia z zakresu biologii na Uniwersytecie Łódzkim (2002) i z zakresu fizjoterapii na Uniwersytecie Medycznym w Łodzi (2004). Doktoryzował się w 2005 na Wydziale Biologii i Ochrony Środowiska UŁ w oparciu o pracę Uszkodzenia i naprawa DNA oraz działanie amoksycyliny w infekcji Helicobacter pylori. Stopień doktora habilitowanego uzyskał w 2013 na Uniwersytecie Łódzkim na podstawie cyklu prac pt. Nowe zastosowania interferometrii laserowej w badaniach biomolekuł, na który złożyło się siedem spójnych tematycznie prac oryginalnych, w tym jeden rozdział w monografii.
W latach 2002–2003 był zatrudniony na stanowisku asystenta w Katedrze Genetyki Molekularnej Uniwersytetu Łódzkiego. W październiku 2005 został mianowany na stanowisko adiunkta w Zakładzie Mikrobiologii Akademii Świętokrzyskiej, przekształconej następnie w Uniwersytet Jana Kochanowskiego w Kielcach. W 2013 objął na tej uczelni stanowisko profesora nadzwyczajnego, a następnie – profesora uczelni. Na Wydziale Matematyczno-Przyrodniczym pełnił funkcję zastępcy dyrektora Instytutu Biologii. W 2017 został kierownikiem Zakładu Biochemii i Genetyki, a następnie Zakładu Biologii Medycznej. W czerwcu 2018 został wybrany na prorektora UJK do spraw nauki i współpracy z zagranicą. W czerwcu 2020 bez powodzenia ubiegał się o stanowisko rektora UJK. W 2024 roku powołany na stanowisko prorektora UJK do spraw nauki w kadencji 2024-2028. W 2025 uzyskał tytuł naukowy profesora nauk biologicznych.
Specjalizuje się w biochemii i biofizyce. Podjął badania w zakresie oceny właściwości biologicznych nowych związków chemicznych, nośników leków oraz białek rekombinowanych jako potencjalnych preparatów terapeutycznych. Opublikował ok. 50 prac, w tym w czasopismach z listy filadelfijskiej (m.in. w „Scientific Reports”, „PLOS ONE”, „Carbohydrate Polymers”, „Nanotoxicology” i „Mutation Research”).
W 2009 otrzymał Nagrodę im. Wacława Szybalskiego za najlepszą pracę młodego biotechnologa.